# 엘리너 톰린슨
엘리너 톰린슨(Eleanor Tomlinson, 1992년 5월 19일 ~ )은 잉글랜드의 배우이다. 《잭 더 자이언트 킬러》에서 공주 이저벨 역으로 잘 알려져 있다.

## 주요 출연작
- 2006년 일루셔니스트: 어린 소피 역
- 2008년 앵거스통스
- 2010년 이상한 나라의 앨리스
- 2010년 잃어버린 세계: 로스트 퓨쳐: 미루 역
- 2010년 더 빌리지: 저주의 시작: 컬스틴 역
- 2011년 더 스파이더: 레이첼 역
- 2013년 잭 더 자이언트 킬러: 이자벨 역
- 2013년 시베리안 에듀케이션: 제니아 역
- 2015년~2019년 폴다크: 드멜자 폴다크 역
- 2017년 러빙 빈센트: 아들린 라부 역
- 2018년 콜레트 : 조지 라울-듀발 역
- 2018년 러빙 빈센트: 임파서블 드림